# Marco Nonio Muciano
Publio Delfio Peregrino Marco Nonio Muciano (en latín: Publius Delphius Peregrinus Marcus Nonius Mucianus) fue un senador romano que vivió entre finales del siglo I y mediados del siglo II, y desarrolló su cursus honorum bajo los reinados de Trajano, Adriano, y Antonino Pío. Fue cónsul sufecto en el año 138 junto con Gayo Julio Severo.

## Orígenes familiares y nombre
Existe confusión sobre la forma correcta de su nombre. En una inscripción, en referencia al tribuno militar de la Legio X Fretensis, aparece el nombre Marcus Nonius Mucianus M.f. Pob. Mucianus Publius Delphius Peregrinus. En otra, refiriéndose al cónsul sufecto del año 138, aparece el nombre Publius Delphius Peregrinus Alfius Allenius Maximus Curtius Valerianus Proculus Marcus Nonius Mucianus. Este problema es discutido por Olli Salomies. Aunque admite que "no hay ninguna razón de peso para la identificación", admite que "todos los eruditos coinciden en considerar a los dos hombres como idénticos". Salomies intenta entonces explicar el nombre de acuerdo con las reglas conocidas de la práctica de nomenclatura romana. Propone que Muciano era hijo de un Marco Nonio "originario de Verona pero relacionado con la gens Nonia de Brescia", y una mujer llamada Delfia; ella era hija de un Publio Delfio Peregrino y de una Delfia que era hermana de un Publio Delfio Peregrino Alfio Alenio Máximo Curcio Valeriano Próculo. Ahora bien, según Salomies, nuestro sujeto originalmente se llamaba Marco Nonio Muciano Publio Delfio Peregrino, los elementos que heredó de su madre se agregaron al final de su nombre. Entre su mandato como legado del gobernador de Asia y su consulado, fue adoptado por su tío materno y en consecuencia puso los elementos adoptivos, Publio Delfio Peregrino Alfio Alenio Máximo Curcio Valeriano Próculo al principio de su nombre, suprimiéndolos al mismo tiempo al final.
Géza Alföldy afirma que Muciano tenía sus orígenes en la ciudad de Verona, donde se han atestiguado a otros dos senadores de la misma tribu. Salomies propone que uno de ellos: Publio Delfio Peregrino Alfio Alenio Máximo Curcio Valeriano Próculo, hijo de Curcia Procila, era pariente de Muciano.

## Carrera política
Edward Dabrowa ha reconstruido el cursus honorum de Muciano a partir de al menos dos inscripciones. Su primer cargo registrado fue el de tribuno militar de la Legio X Fretensis, durante el reinado de Adriano. Le siguió el orden tradicional de las magistraturas republicanas: cuestor, edil y pretor. Luego fue legatus del gobernador proconsular de Asia. Desde que Dabrowa escribió, se recuperó un diploma militar que atestigua que Muciano fue gobernador de la provincia imperial de Panonia Inferior entre los años 134 y 136. Se desconoce la trayectoria de Muciano tras alcanzar el consulado en el año 138.